# Women’s Premier Soccer League Elite
Die Women’s Premier Soccer League Elite, häufig abgekürzt als WPSL Elite bezeichnet, war ein 2012 kurzzeitig existierender Fußballwettbewerb im US-amerikanischen Frauenfußball.

## Geschichte
Seit 1998 trägt der Fußballverband Women’s Premier Soccer League eine in verschiedenen regionalen Staffeln ausgespielte Meisterschaft im Frauenfußball aus, die – da hier neben professionellen und semi-professionellen Mannschaften auch Amateurteams antreten – grundsätzlich als zweite Spielklasse hinter den Meisterschaften der Women’s United Soccer Association (WUSA) respektive nach deren Auflösung hinter der Meisterschaft der Women’s Professional Soccer (WPS) angesehen werden kann.
Nachdem Anfang 2012 die von WPS betriebene bis dato höchste professionelle Frauenfußballliga den Spielbetrieb eingestellt hatte, wurde kurzfristig aus einem Teil der dort antretenden Mannschaften und einem Teil der Mannschaften aus dem Bereich der Women’s Premier Soccer League die WPSL Elite als neue höchste Spielklasse konstituiert. Acht Mannschaften, die alle aus dem Nordosten und der Mitte der USA stammten, traten dem Wettbewerb bei. Nachdem diese zwischen Mai und Juli 2012 die vier Teilnehmer an dem Meisterschafts-Play-Offs in Hin- und Rückspiel ermittelt hatten, wurde Ende Juli in je einem Spiel in Halbfinals und Endspiel der Meister ermittelt. Western New York Flash, vormals ein Franchise in der WPS, setzte sich dort im Elfmeterschießen gegen die Chicago Red Stars durch.
Nach Beendigung des Wettbewerbs für 2012 wurde schnell über eine Erweiterung in den Westen nachgedacht, mehrere Städte und Investoren kündigten ihr Interesse an. Die Pläne wurden jedoch im November von der Ankündigung durchkreuzt, dass mit der National Women’s Soccer League eine neue reine Profiliga gegründet werde. Zahlreiche ehemalige WPS-Franchises optierten für eine Teilnahme in dieser Liga. Daraufhin wurde die WPSL Elite als höchste Spielklasse des WPSL-Verbandes nach nur einer Spielzeit wieder eingestellt.

## Teilnehmer
| Team                   | Heimatort                                  | Vorherige Liga   |
| ---------------------- | ------------------------------------------ | ---------------- |
| ASA Chesapeake Charge  | diverse Spielstätten in der Chesapeake Bay | WPSL             |
| Boston Breakers        | Somerville, Massachusetts                  | WPS              |
| Chicago Red Stars      | Lisle, Illinois                            | WPSL (davor WPS) |
| FC Indiana Lionesses   | Indianapolis, Indiana                      | WPSL             |
| New England Mutiny     | Agawam, Massachusetts                      | WPSL             |
| New York Fury          | Hempstead, New York                        | WPSL             |
| Philadelphia Fever     | Pitman, New Jersey                         | neu gegründet    |
| Western New York Flash | Rochester, New York                        | WPS              |